# Tubérosité du tibia
La tubérosité du tibia (ou tubérosité antérieure du tibia) est la saillie osseuse située à l'extrémité supérieure du bord antérieur du tibia à la jonction des surfaces antérieures des condyles latéral et médial du tibia.
La tubérosité du tibia donne attache au ligament de la patella, qui s'attache à l'apex de la patella.

## Aspect clinique

### Examen clinique
La tubérosité du tibia, le ligament de la patella et la patella sont palpables sous la peau.

### Fracture
Les fractures de la tubérosité tibiale sont peu fréquentes, et surviennent plutôt chez les adolescents.
Elle peut survenir dans les mouvements de course ou de saut à la suite d'une contraction extrême des extenseurs du genou pouvant entraîner une fracture par avulsion de la tubérosité. Un plâtre suffit Si le fragment n'est pas déplacé de sa position normale sur le tibia une immobilisation suffit pour la cicatrisation, mais si le fragment de fracture est déplacé, une intervention chirurgicale est nécessaire.

### Tubérosité tibiale douloureuse
La sensibilité de la tubérosité tibiale peut provenir de la maladie d'Osgood-Schlatter ou d'une bursite infrapatellaire profonde.
Une proéminence osseuse sur la tubérosité tibiale peut être le résultat d'une irritation d'Osgood-Schlatter en cours chez un adolescent avec des plaques de croissance ouvertes, ou de ce qui reste de la maladie d'Osgood-Schlatter chez l'adulte.